# Erina
Erina is een geslacht van vlinders van de familie van de Lycaenidae.

## Soorten
- E. acasta (Cox, 1873)
- E. delospila (Waterhouse, 1903)
- E. erina (Fabricius, 1775)
- E. geminus (E.D. Edwards & Kerr, 1978)
- E. gilesi (M.R. Williams & Bollam, 2001)
- E. hyacinthina (Semper, 1879)

### Status onduidelijk
- E. decolorata Fruhstorfer
- E. sepicana (Strand, 1913)
- E. translucens (Lucas, 1891)
- E. zita (Grose-Smith, 1895)